# 斗上水库
斗上水库是中国江西省吉安市永新县境内的一座水库，位于禾水支流上，建于1970年。水库正常库容为830万立方米，平均水深为18.00米，集雨面积为18平方千米，海拔为245米。